# Grand Bras River
Grand Bras River är ett vattendrag i Grenada.   Det ligger i parishen Saint Andrew, i den centrala delen av landet, 15 km nordost om huvudstaden Saint George's. Grand Bras River ligger på ön Grenada.